# Le Cheik (film)
Pour les articles homonymes, voir Le Cheik.
Série
Le Fils du cheik
(1926)
Pour plus de détails, voir Fiche technique et Distribution.
Le Cheik (titre original : The Sheik) est un film muet américain d'amour et d'aventures réalisé par George Melford sorti aux États-Unis le 20 octobre 1921.
Il s'agit d'une adaptation du best-seller Le Cheik d'Edith Maude Hull. Produit par la compagnie cinématographique Famous Players-Lasky Corporation et par la Paramount, il a pour vedette le « latin lover » Rudolph Valentino.
Il raconte l'enlèvement et la séquestration d'une jeune Anglaise par un cheik arabe au milieu du désert et obtient un énorme succès à travers le monde, principalement auprès de la gent féminine. Il entre dans la culture populaire américaine en faisant notamment l'objet de nombreuses parodies et assoit définitivement Rudolph Valentino dans son statut de sex-symbol et d'icône du cinéma. Une suite sort en 1926 sous le titre Le Fils du cheik et remporte le même succès.

## Synopsis

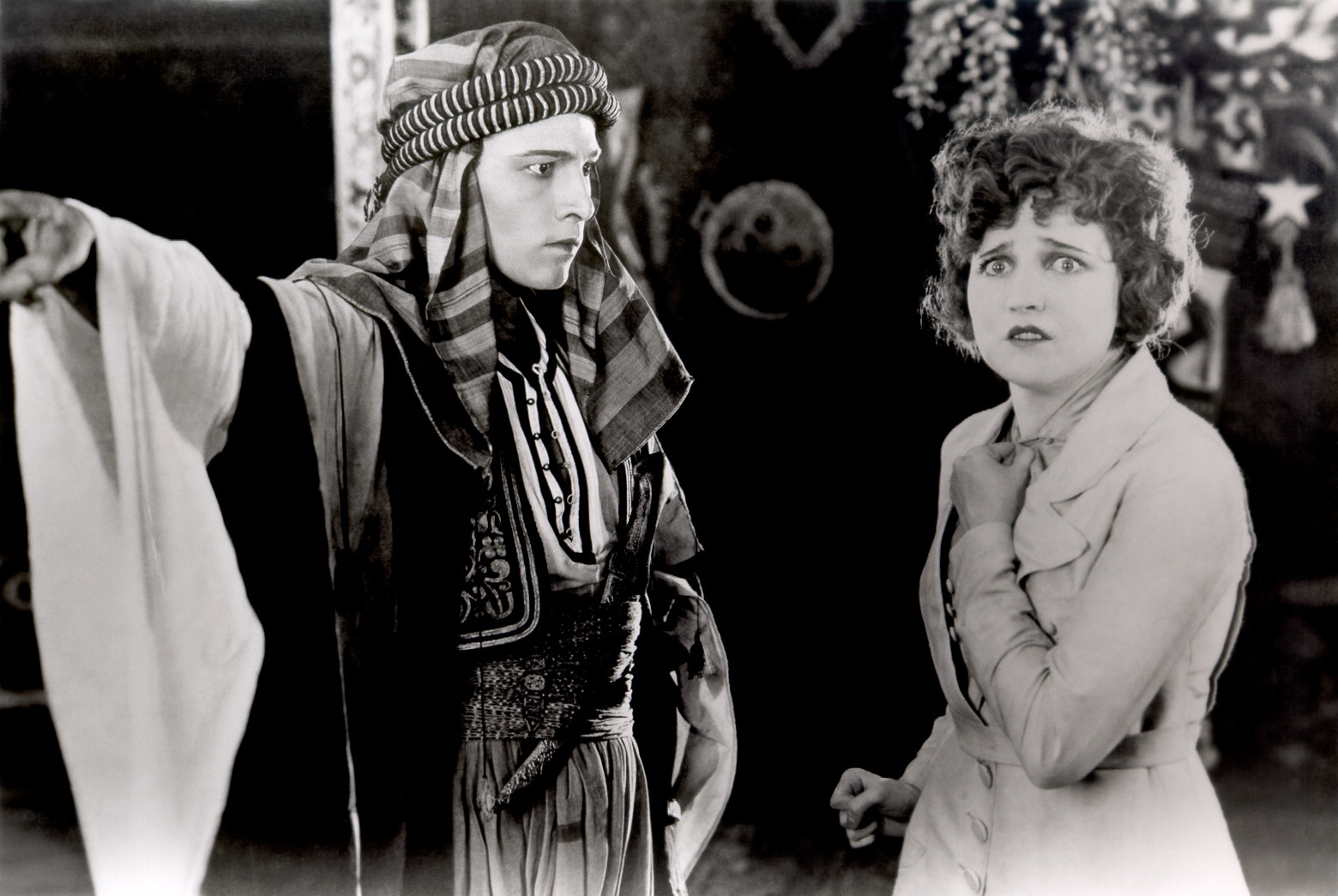
Le Cheik ordonne à sa nouvelle captive de lui obéir.

La Britannique Lady Diana Mayo (Agnes Ayres) refuse l'idée du mariage car elle pense qu'il symbolise la fin de l'indépendance des femmes. Lors du premier jour d'une longue excursion dans le désert, elle est enlevée par Ahmed Ben Hassan (Rudolph Valentino), un riche et puissant cheik, qui l'entraîne vers son camp pour en faire sa maîtresse.
D'abord révoltée et furieuse, Diana est au fur et à mesure captivée par le charismatique Ahmed Ben Hassan, qui en vient à regretter le traitement qu'il lui a infligé, en particulier après avoir été réprimandé par un ami d'université, l'auteur français Raoul de Saint Hubert (Adolphe Menjou). Il décide de libérer Diana, mais avant qu'il puisse le faire, la jeune femme est enlevée par un cheik rival (Walter Long). Diana est sauvée par Ahmed qui est sérieusement blessé lors de la bataille. Diana le soigne avec affection et apprend de Raoul de Saint Hubert qu'Ahmed est en réalité un Européen, né d'un père anglais et d'une mère espagnole. Le cheik finit par se remettre de ses blessures et Diana choisit librement de rester avec lui.

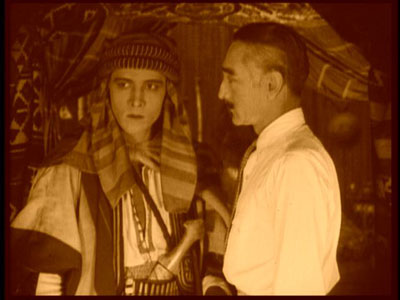
Le Cheik et son ami Raoul (Adolphe Menjou).

## Fiche technique
- Titre français : Le Cheik
- Titre original : The Sheik
- Réalisation : George Melford
- Scénario : Monte M. Katterjohn, d'après le roman d'Edith Maude Hull
- Photographie : William Marshall et Paul Ivano
- Musique : Irving Berlin (pour la ressortie dans les années 70)
- Maquillage : George Westmore (non crédité)
- Société de production : Famous Players-Lasky Corporation, Paramount Pictures
- Budget : 200 000 dollars
- Pays d'origine :  États-Unis
- Langue : film muet avec les intertitres  en anglais
- Format : Noir et blanc — 35 mm — 1,33:1 — Muet
- Genre : Aventure, drame, romance
- Durée : 80 minutes
- Dates de sortie : 
  - États-Unis : 20 novembre 1921
  - France : 1er décembre 1922[2]

## Distribution

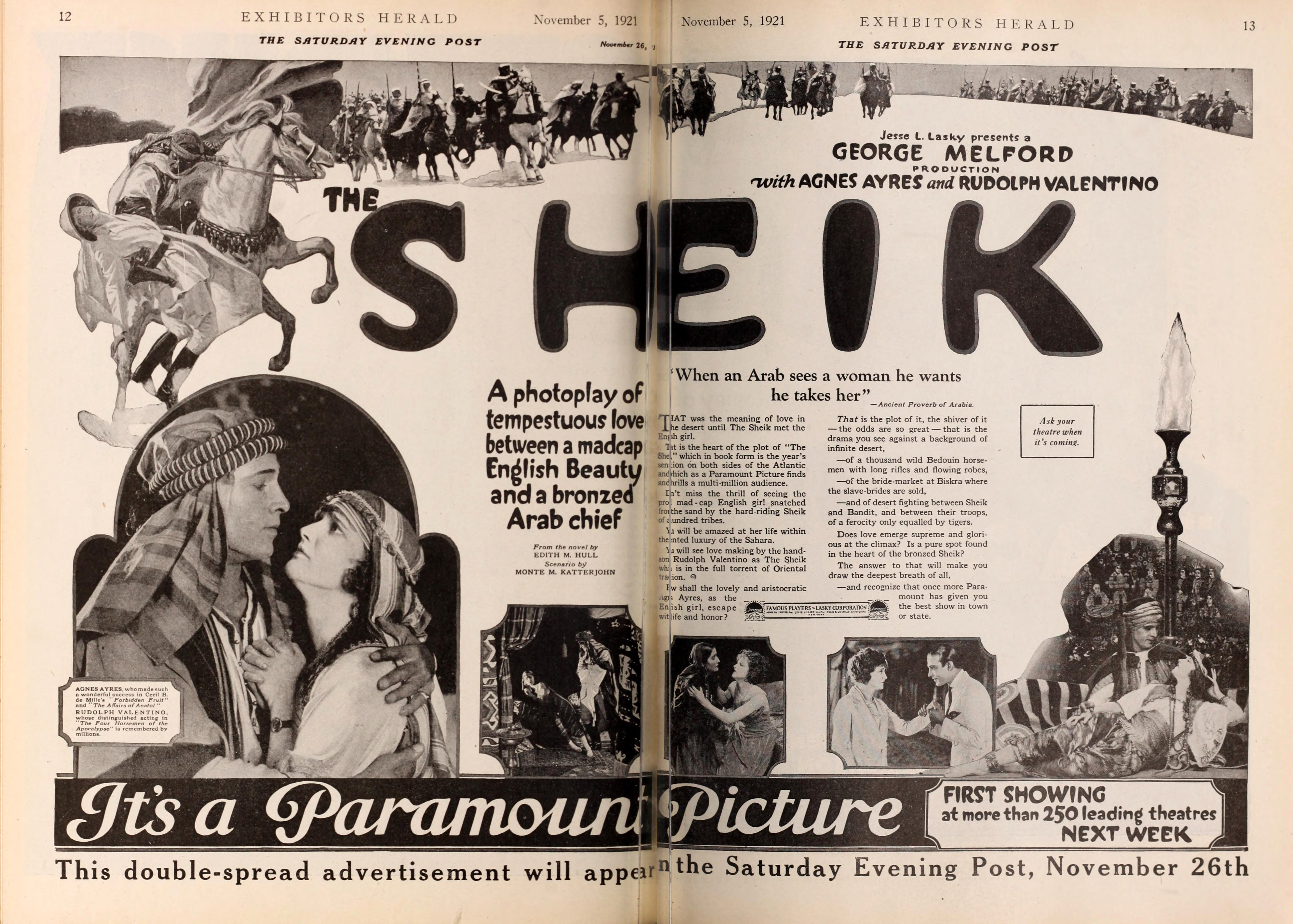
Publicité pour le lancement du film.

- Rudolph Valentino : Cheik Ahmed Ben Hassan
- Agnes Ayres : Lady Diana Mayo
- Ruth Miller : Zilahl, une esclave
- George Waggner : Yousaef, un chef de tribu
- Frank Butler : Sir Aubrey Mayo, le frère de Diana
- Charles Brinley (en) : Mustapha Ali
- Lucien Littlefield : Gaston Brissac
- Adolphe Menjou : Raoul de Saint Hubert
- Walter Long : Omair
- Loretta Young : Une enfant arabe (non créditée)[3]
- Sally Blane : Une enfant arabe (non créditée)
- Polly Ann Young : Une enfant arabe (non créditée)

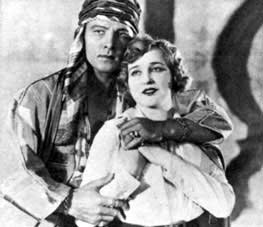
Rudolph Valentino est le cheik Ahmed Ben Hassan et Agnes Ayres est Diana Mayo.

## Production
En 1919, Edith Maude Hull fait paraître son premier roman d'amour et d'aventures, Le Cheik, qui devient en peu de temps un best-seller mondial. Jesse L. Lasky de la société de production cinématographique Famous Players-Lasky Corporation parvient à acquérir les droits d'adaptation pour 12 000 dollars. Il écume les castings pour trouver ses acteurs principaux mais personne ne lui convient. Tour à tour, les acteurs Rod La Rocque, Thomas Meighan et Jack Holt proposent leurs services sans que Lasky y donne suite. Découragé, il abandonne la production du film. Or, peu de temps après, Rudolph Valentino, lassé de la compagnie Metro Pictures et sans consulter ses amis ou ses avocats, signe un contrat avec Famous Players-Lasky Corporation. Selon une version, sur les conseils de sa secrétaire, Jesse L. Lasky choisit Le Cheik pour mettre en valeur sa nouvelle vedette. Selon une autre version, c'est en le rencontrant par hasard au restaurant du studio qu'il se serait exclamé : « J'ai trouvé mon « Cheik »... ce sera lui, ce ne peut être que lui. C'est décidé, on va tourner... ». La future femme de Valentino, Natacha Rambova, déteste le roman qu'elle considère comme « moins que rien » et tente sans succès de le dissuader d'interpréter le rôle du Cheik,.
Pour ce film, Valentino reçoit un salaire de 500 dollars par semaine, beaucoup moins que ce que reçoivent la plupart des stars de l'époque. En effet, la société n'est pas totalement convaincue par son potentiel financier et préfère mettre en valeur le nom de l'actrice Agnes Ayres sur l'affiche. Ainsi, les premières sorties du film ont pour titre « Le Cheik avec Agnes Ayres ». Néanmoins, Lasky exige personnellement qu'un véhicule soit remis à Valentino pour ses débuts avec Famous Players. 

	
Les différents biographes sont en désaccord au sujet de l'endroit où le film a été tourné. Emily W. Leider, dans Dark Lover: The life and death of Rudolph Valentino, soutient que les scènes extérieures du désert ont été tournées à Oxnard, CA, et dans les Guadalupe Dunes du comté de Santa Barbara. D'autres biographes soutiennent que le tournage s'est déroulé aux studios Famous Player à Astoria, Queens, New York, tandis que les scènes extérieures ont été filmées sur les Walking Dunes d'East Hampton, Long Island. Parmi les incohérences culturelles ou historiques du film, il faut souligner l'utilisation par Rudolph Valentino du fume-cigarette, objet exclusivement occidental. Il tient également à conserver sa montre Tank de Cartier.

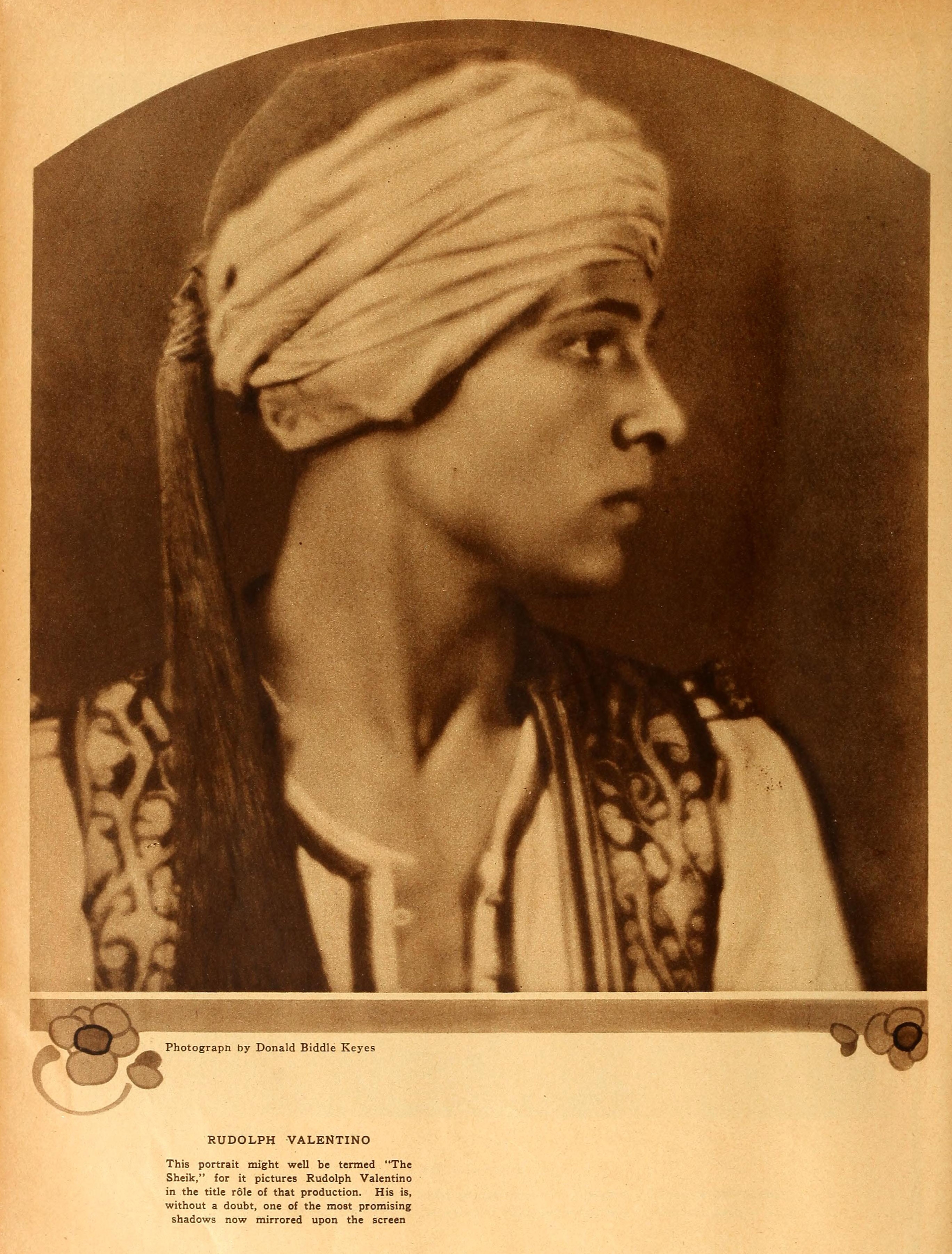
Rudolph Valentino photographié par Donald Biddle Keyes (1921).

Après avoir assisté aux premières projections qui leur sont réservées, les dirigeants de Famous Players-Lasky sont loin d'être convaincus par le film et s'attendent à un désastre au box-office. Ils décident de programmer sa sortie vers la fin de l'année 1921 pour profiter du succès des Quatre cavaliers de l'Apocalypse, ressorti au moment des cérémonies de commémoration du Soldat inconnu au cimetière national d'Arlington. Ils lancent le film avec cette accroche publicitaire : « Vous pouvez vous débattre, protester, le Cheik vous captivera aussi ! »,.

## Accueil public et critique

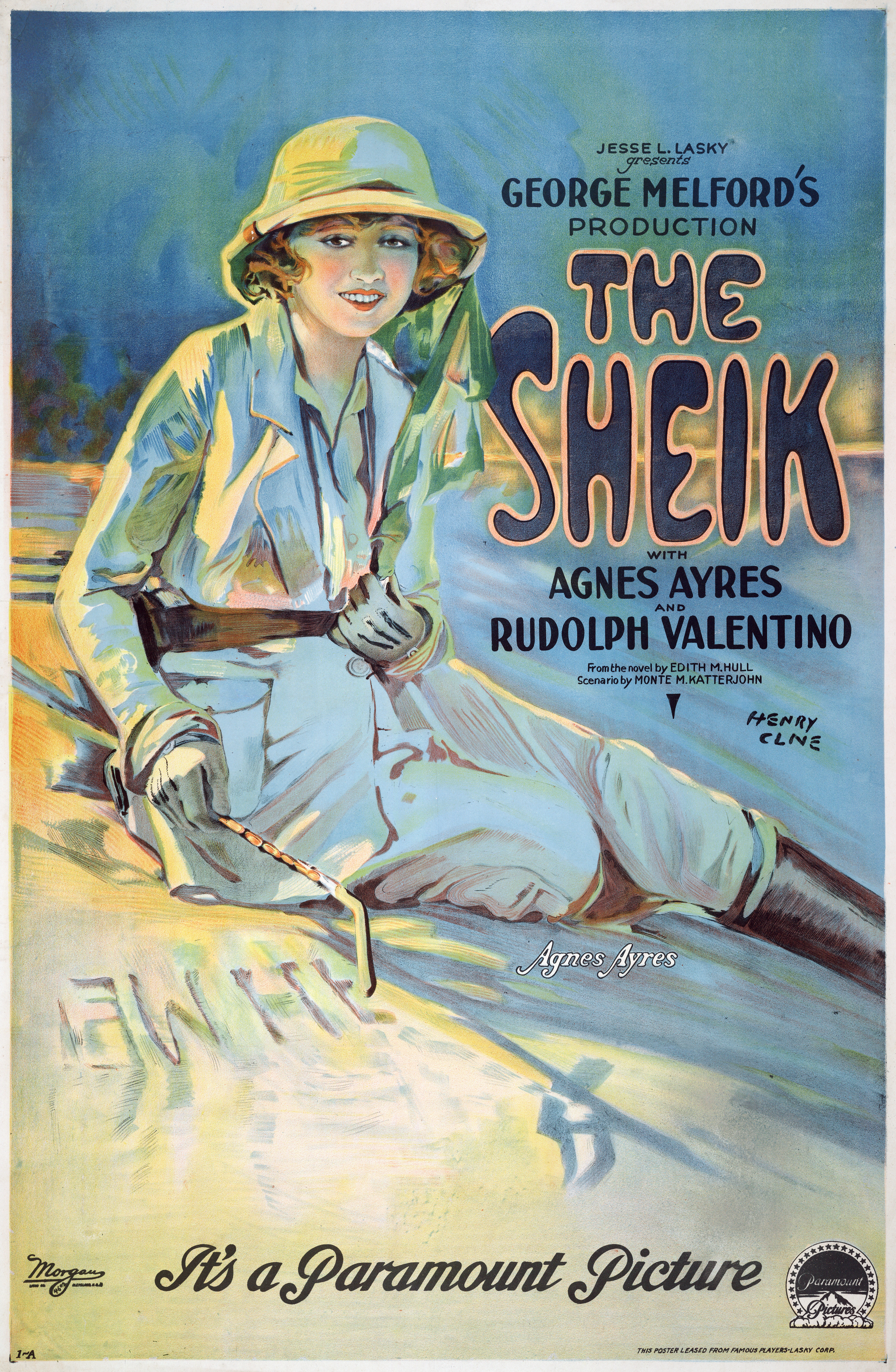
Affiche du Cheik mettant en vedette Agnes Ayres.

La première du Cheik a lieu à Los Angeles le 21 octobre 1921 ; puis il sort dans 250 salles de cinéma à travers les États-Unis le 20 novembre 1921. L'accueil critique est éclipsé par la polémique sur la scène atténuée du viol qui aurait ruiné le message d'origine. Cependant, il remporte un énorme succès auprès du public. Dès la première semaine de sa sortie, il permet aux deux principaux cinémas de New York, le Rialto et le Rivoli de dépasser leurs records de fréquentation. Lasky surnomme la dernière semaine de novembre : « The Sheik Week » (« la semaine du Cheik »). D'après les estimations du New York Telegraph, 125 000 spectateurs ont vu le film dans les premières semaines d'exploitation. Le succès du film est international, il est par exemple projeté pendant six mois à Sydney (Australie) et durant quarante-deux semaines en France. C'est également le premier film de Valentino à être diffusé dans son pays d'origine, l'Italie. Pour un coût de production de 200 000 dollars, le film remporte deux millions de dollars de recettes en deux ans et est visionné par plus de 125 millions de spectateurs dans le monde.
Les critiques ne partagent pas l'enthousiasme des spectateurs. Certains jugent « cabotine », l'adaptation du roman d'Edith Maud Hull par Monte M. Katterjohn, et qualifient le réalisateur George Melford de « tâcheron ». Le critique français René Prédal estime que le film « dépasse les bornes de la niaiserie ». Dans la même veine, d'autres critiques jugent qu'il n'est qu'« une petite histoire d'amour, sans fondement, dans le désert ».
Les spectateurs masculins détestent instantanément le personnage du Cheik, la plupart refusent de regarder les scènes d'amour ou préfèrent s'esclaffer bruyamment. Beaucoup d'hommes quittent la salle en plein milieu de la projection. D'après leurs témoignages, ils se sentent menacés par la façon de faire l'amour de Valentino et l'accusent d'être personnellement responsable de la censure du script. Ils le trouvent beaucoup trop efféminé à cause de ses longues robes et tuniques flottantes. De nombreux articles écrits par le chroniqueur et illustrateur Dick Dorgan via Photoplay s'attaquent à Valentino. Dorgan l'accuse d'être exactement comme l'actrice américaine Theda Bara et d'être trop joli garçon pour être un « vrai mâle ». Dorgan crée même une chanson contre Valentino, intitulée A Song of Hate ! (« une chanson de haine »). À l'inverse, les spectatrices féminines sont sous le charme du film et surtout de Valentino. Des femmes de tous âges poussent des cris, défaillent et s'évanouissent pendant les projections. Frappé par ces réactions excessives, Francis Marion surnomme ce phénomène « The Shriek » (« le hurlement »).

## Naissance du mythe valentinien

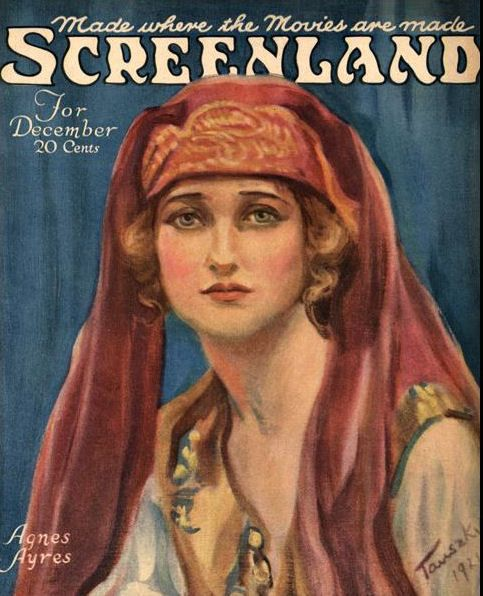
Agnes Ayres en couverture de en décembre 1921.

Simple vedette montante en 1921, Rudolph Valentino accède au rang de star internationale et de sex-symbol grâce au Cheik. Du jour au lendemain, il fait la couverture des revues de cinéma du monde entier. Chaque événement de sa vie est rapporté par la presse, avec l'aide des studios qui contribuent à alimenter le mythe. En effet, avec cet énorme succès au box-office, Lasky prend conscience qu'il dispose d'un véritable « phénomène » qui peut lui rapporter beaucoup d'argent. Le Cheik devient le film qui définit le plus la carrière de Rudolph Valentino à son grand mécontentement.

## Controverses
Aux États-Unis, l'enlèvement de l'héroïne choque les puritains car le Cheik ne réclame ni rançon ni armes en échange. L'une de leurs têtes de file, le sénateur William Hays, clame haut et fort : « C'est un film immoral dont la projection eût été impensable il y a quelques années... ».
La scène du viol est la plus controversée du film, même si celui-ci reste assez ambigu sur ce sujet. Dans le roman, Diana tombe amoureuse du Cheik malgré le fait qu'il l'a violée et il en souffre parce qu'il partage ses sentiments. Dans le film, le Cheik n'explique pas crûment à Diana la raison pour laquelle il l'a enlevée, cependant le sous-entendu est clair. Le public le comprend plus tard lorsqu'il le voit embrasser brutalement la jeune femme. De même, le communiqué publicitaire fourni à la presse indique : « Il ne voulait qu'une chose, elle savait laquelle, et il l'aurait, c'était seulement une question de temps. ». Toutefois le viol lui-même n'est jamais montré. Une autre scène laisse entendre au public que l'héroïne et le Cheik cohabitent sous la même tente de bédouins. Ces différentes scènes sont jugées assez osées pour que le film soit interdit de projection par le conseil de moralité à Kansas City (Kansas).
À l'époque de la sortie du film, des lois anti-métissage américaines interdisent les mariages mixtes. Un baiser entre une femme blanche et un homme de couleur n'est pas autorisé dans un long-métrage. La seule façon de rendre « acceptable » l'amour de Diana pour le Cheik fut de le représenter en Européen à la fin du film. Bien que la représentation des Arabes soit stéréotypée à l'écran, Valentino, par le biais de son personnage, s'est efforcé de gommer un peu l'image caricaturale de l'Arabe. Lorsque quelqu'un demande à Valentino si Lady Diana peut tomber amoureuse d'« un sauvage » dans la vraie vie il répond que : « Les gens ne sont pas des sauvages parce qu'ils ont des peaux foncées. La civilisation arabe est l'une des plus anciennes dans le monde... les Arabes sont dignes et sont des esprits affûtés. »,.

## Influences culturelles

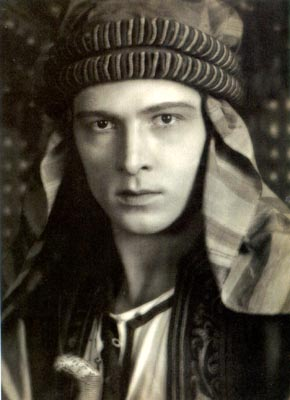
Rudolph Valentino dans le rôle du Cheik.

La popularité du film est si importante que le mot Cheik devient le synonyme de « young man on the prowl » (« jeune homme en chasse ») et de « mâle romantique »,. L'objet du désir d'un Cheik est surnommé « une Sheba ». À cette époque, les Arabes ne sont pas associés aux « histoires de pétrole » ni aux « conflits sanglants » avec Israël. L'« imagerie orientale prospère » tandis que leur charme exotique fascine, sans que pour autant Hollywood fasse appel à de véritables acteurs d'origine arabe. En 1917, Theda Bara déclarait dans ses interviews à la presse que sa mère était une princesse arabe et son père italien ou français. Après le succès du Cheik et tandis que sa carrière est en déclin, elle change d'avis et annonce qu'en réalité sa mère est italienne et son père, un Cheik arabe,.
Pour profiter du succès du Cheik, les producteurs du film américain The Man Who Turned White (1919) le ressortent en 1922 sous le titre The Sheik of Araby. En 1924, un autre jeune premier, Ramón Novarro, est lancé dans le film L'Arabe de Rex Ingram. S'il rencontre un certain succès, il ne sera considéré qu'une « pâle copie » du Cheik et certains critiques n'hésitent pas à le qualifier de « plagiat éhonté ». En 1934, Ramon Novarro interprète à nouveau un Arabe dans le film de Sam Wood, Le Chant du Nil, un remake de L'Arabe. Enfin, il joue en 1937 le rôle d'un Cheik dans le film d'Irving Pichel, La fiancée du Cheik (sous-titré Le retour du Cheik). D'autres drames du désert sont tournés pour plaire au goût du public, tels que Amour arabe avec John Gilbert ou Fleur des sables (en) avec Arthur Edmund Carewe.
Le Cheik est parodié à de nombreuses reprises au fil des années. La première a lieu en 1922 par Mack Sennett dans The Shriek of Araby avec Ben Turpin et Baby Peggy en a effectué une autre dans Peg O' the Movies (1922). Le film Harum Scarum avec Elvis Presley en 1965 est également une parodie du Cheik.
S'inspirant du film, les paroliers Harry B. Smith et Francis Wheeler ainsi que le musicien Ted Snyder composent en 1921 la chanson populaire The Sheik of Araby : « I'm the Sheik of Araby / Your heart belongs to me / A night when you're asleep / Into your tent I'll creep / The stars that shine above / Will light our way to love / You'll rule this land with me / I'm the Sheik of Araby ». Le chansonnier et parolier Lucien Boyer l'adapte en français en 1926 sous le titre : Dans l'immense Sahara. Sur une partition de l'époque, elle est présentée comme étant « la Chanson du célèbre film "Paramount" Le Cheik ».
L'auteur-compositeur Jimmy Buffett exprime son désir d'être le Cheik d'Arabie dans la chanson Pencil Thin Mustache sur son album intitulé Living and Dying in 3/4 Time. Le chanteur populaire serbe Dragana Šarić alias Bebi Dol remporte un grand succès en 1983 en interprétant une chanson intitulée Rudi en hommage à Valentino. Les paroles de la chanson font référence au fils du Cheik.
Le premier chapitre de Maus, le roman graphique d'Art Spiegelman s'appelle Le Cheik et contient de nombreuses allusions à Valentino et son célèbre film.

## Sorties

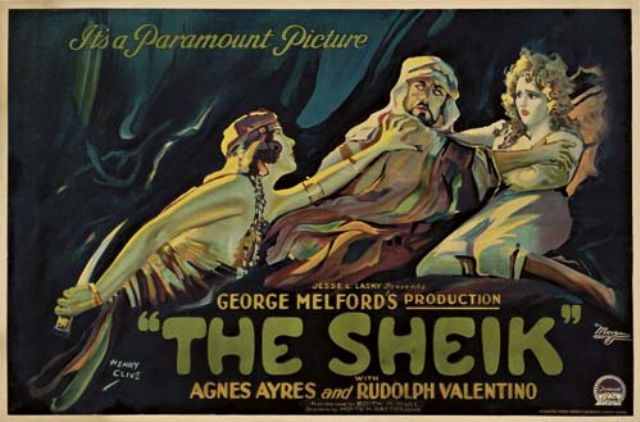
Autre affiche du Cheik.

Le Cheik est ressorti à de nombreuses reprises au cinéma. Les plus connues étant celles de 1937 aux États-Unis et de 1938 dans le monde entier. Il s'agit d'une nouvelle version du film sans certaines scènes d'amour, censurées du fait du Code Hays. Il est édité en cassette vidéo par Paramount Video en 1987. Enfin, le 25 juin 2002, Image Entertainment propose un DVD contenant Le Cheik et sa suite Le Fils du cheik.